# Nationaldenkmal Skulpturenpark Deutsche Einheit

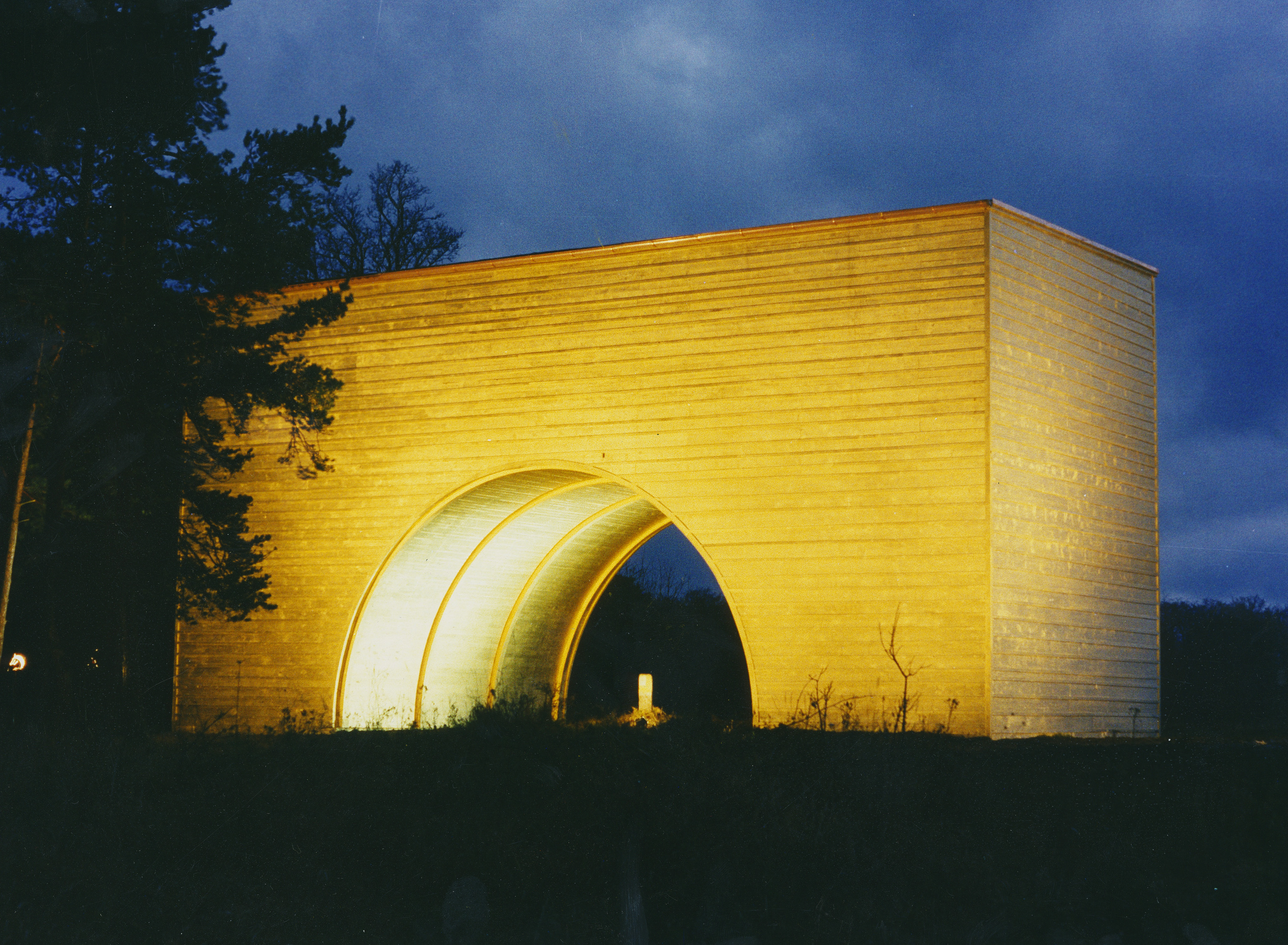
Goldene Brücke (1996)

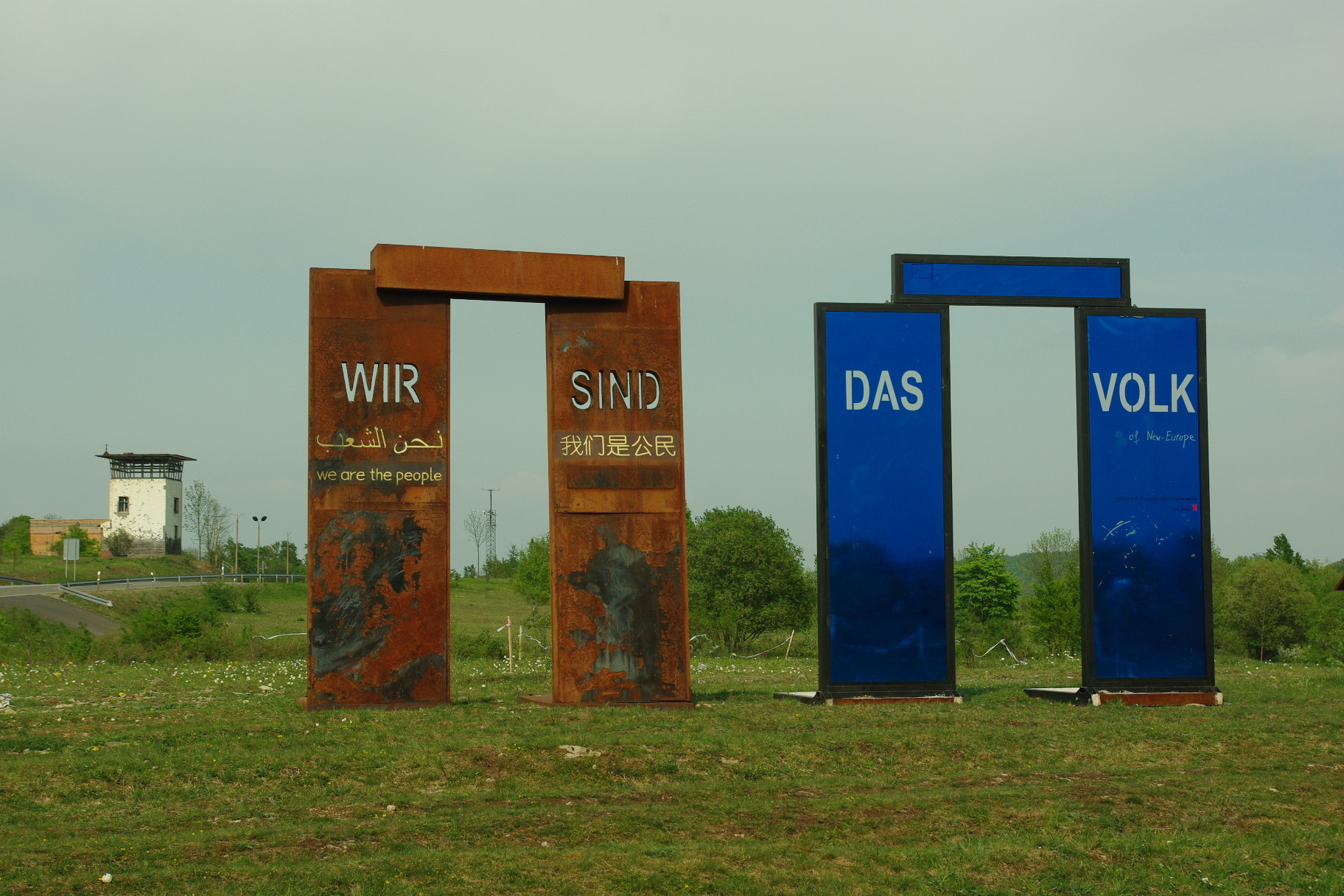
WIR SIND DAS VOLK

Der Skulpturenpark Deutsche Einheit – Denkmal für Einheit und Freiheit ist eine Freilandausstellung von Kunstwerken aus Stahl, Glas und Holz, die an die Überwindung von Deutschlands Teilung von 1945 bis 1990 erinnert. Sie befindet sich am ehemaligen Grenzübergang Eußenhausen–Meiningen zwischen Bayern und Thüringen.

## Bedeutung
Jimmy Fell, bildender Künstler und Bauingenieur in Niederlauer und Berlin, initiierte und konzipierte den Skulpturenpark auf der ehemaligen innerdeutschen Grenze in Bayern und Thüringen, am ehemaligen Grenzübergang Eußenhausen–Meiningen. Weitgehend von ihm selbst realisiert, verknüpft er die Barbarossa-Sage mit der europäischen Integration des demokratischen Deutschlands. Die Brücke über der Landesgrenze soll „innere Gräben“ überwinden. 
Das Denkmal für Einheit und Freiheit ist bereits fertiggestellt – während es in Berlin als Denkmal für Freiheit und Einheit noch gebaut werden soll. Das Denkmal für Einheit ist die Skulptur „Goldene Brücke“, das Denkmal für Freiheit die Skulptur „WIR SIND DAS VOLK“.    
Die Stiftung Naturschutz Thüringen hatte das 8,2 ha große Gelände auf der Schanz vom Bund übernommen. Nachdem 2010 ein Pachtvertrag abgeschlossen worden war, wurde es dem Landkreis Schmalkalden-Meiningen zur kostenlosen Nutzung überlassen.

## Brücke
Geldspenden der Bevölkerung beiderseits der ehemaligen Grenze, die kostenlose Mitarbeit regionaler Unternehmen und Bauholzspenden umliegender Gemeinden ermöglichten das erste und größte Werk des Skulpturenparks, die „Goldene Brücke“ im früheren Todesstreifen. Alle Verschalungs- und Malerarbeiten wurden von Berufsschülern aus Bad Neustadt an der Saale, Mellrichstadt, Kloster Rohr (Thüringen), Walldorf und Schmalkalden ausgeführt. Bundeskanzler Helmut Kohl war der Schirmherr des Projekts, das vom Bundesinnenministerium gefördert wurde.
Vom Künstler Fell einst für einen langsamen Verfall der Brücke im Zuge der steten Annäherung von Ost und West vorgesehen, wird die Brücke 2018 von Jimmy Fell restauriert und mit einem neuen haltbareren Goldanstrich versehen.

## Skulpturen

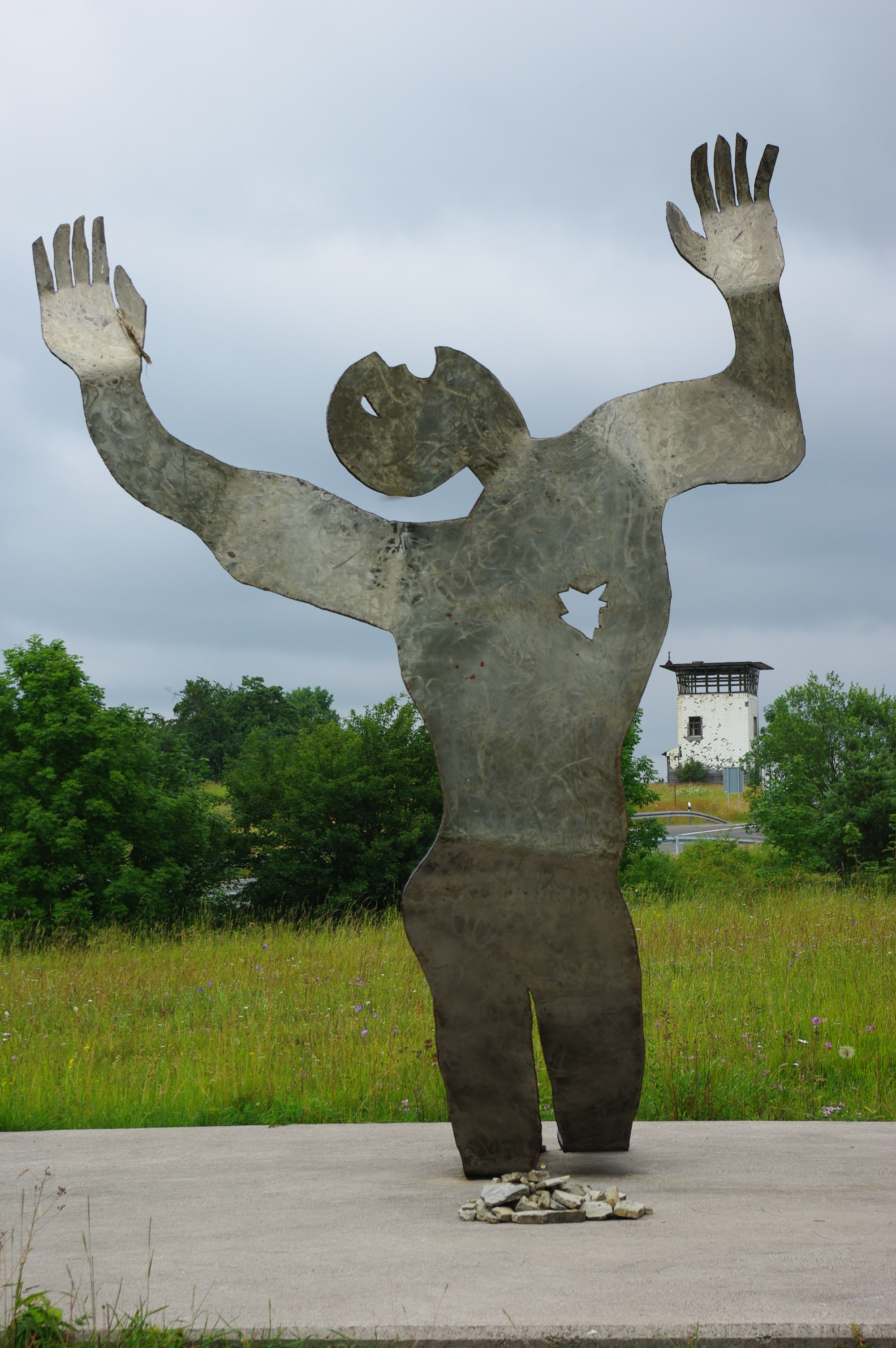
Auf der Flucht erschossen

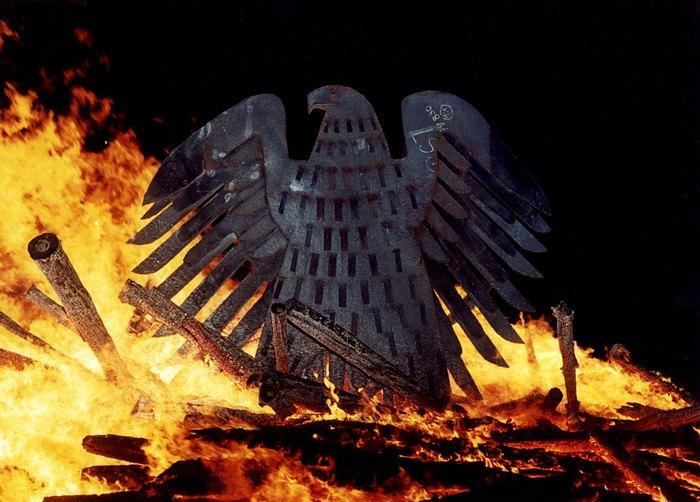
Bundesadler

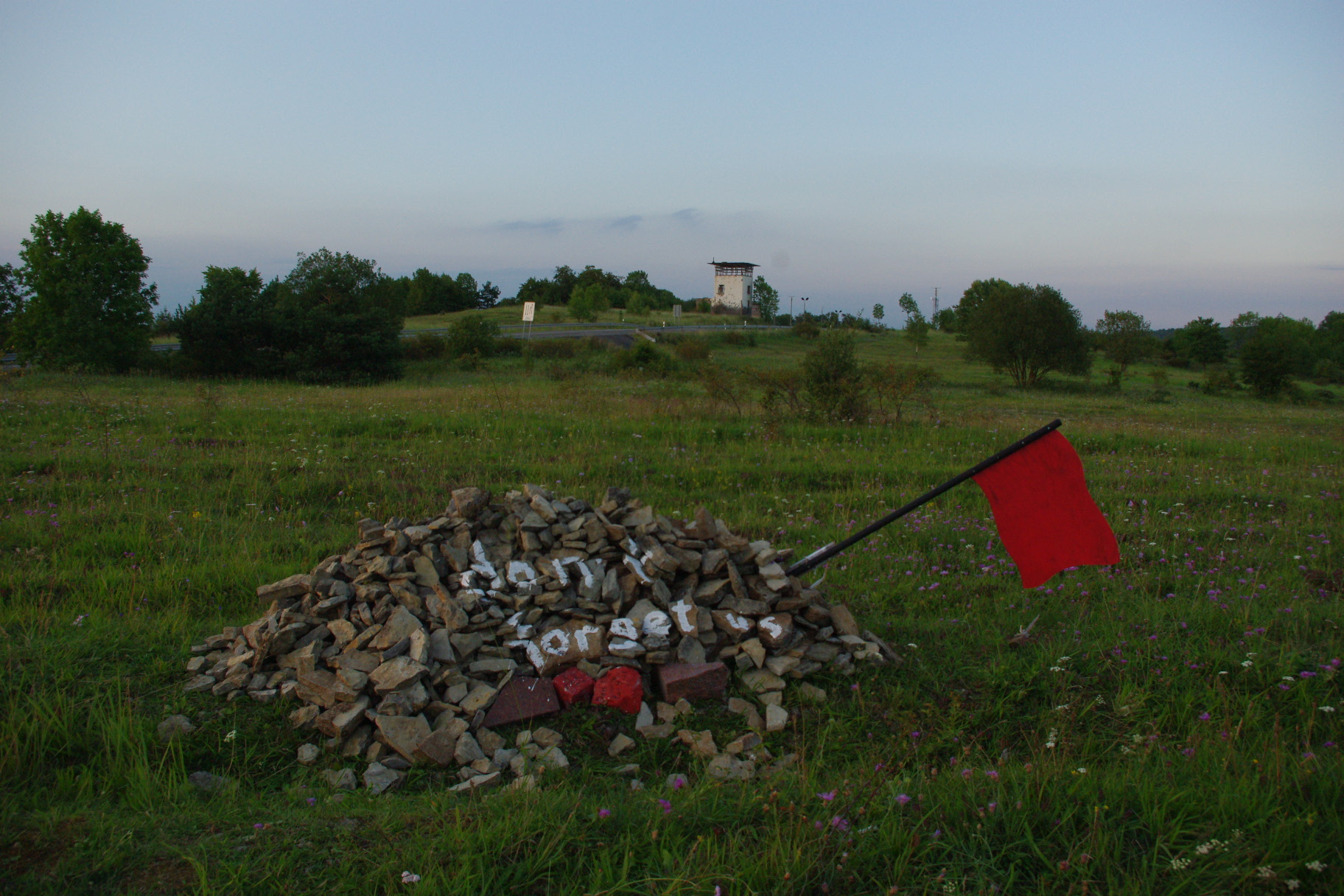
Don’t forget us (2)

- Barbarossa (2000) –  6 m hohe Stahl-Glas-Konstruktion von Jimmy Fell. Bauherren waren die Landräte der Landkreise Rhön-Grabfeld und Schmalkalden-Meiningen
- Junge mit Fahne – Schildknappe Barbarossas mit schwarz-rot-goldener Flagge, geänderter Nationalhymne, drei e-Eingaben an den deutschen Bundestag, Freundschaftsband von Richard Löwenherz und Souvenirs der Fußballweltmeisterschaft 2006 von Herbert Fell
- Bundesadler (1999) – 2,5 m hoher Stahl von Herbert Fell, siehe Adler im Feuer
- Goldene Brücke (1996) – 16 × 7 × 8 m großer Holzständerbau über der Landesgrenze von Thüringen und Bayern
- Feld der Fahnen, Deutschland auf dem Weg nach Europa –  bemalt von acht Klassen des Rhön-Gymnasiums Bad Neustadt und des Rhön-Gymnasiums in Kaltensundheim unter der Leitung von Matthias Eichele.
- Auf der Flucht erschossen (2002) – Stahl von Herbert Fell
- Vertreibung (2002) – Stahl von Herbert Fell, Erinnerung an die Aktion Ungeziefer
- Heimat-Zitat von Heinz Berggruen: Man kann einen Menschen aus der Heimat vertreiben, aber nicht die Heimat aus dem Menschen – ausgebrannt aus zwei 50 × 70 cm großen Stahlplatten in 4,5 m Höhe von Herbert Fell
- Schwert der Freiheit und des Friedens, geschmiedet aus alten Pflugscharen (Umkehr von Schwerter zu Pflugscharen)
- Flüstern (9. November 2004) – Holzskulptur eines Paares aus einem Kastanienstamm von Jörg Bäßler
- WIR SIND DAS VOLK (2009) – Schirmherrin Bundeskanzlerin Angela Merkel; eingeweiht am 20. Jahrestag des Mauerfalls von Rudolf Seiters

Geplant ist ein stählerner „Runder Tisch“ nach der Anregung der Meininger Künstler Udo Eisenacher und Waldemar Franz Rösch.

## Adler im Feuer
Ein Reichsadler mit einer Flügelspannweite von 10 m wurde aus Altholz errichtet, auf einem großen Scheiterhaufen aufgebaut und am 9. November 1999 bei Einbruch der Dämmerung entzündet. Als er nach einer Stunde verbrannt war, tauchte – wie Phönix aus der Asche – der eiserne Bundesadler aus der Glut auf.

## Red Holocaust
Um der Millionen Opfer kommunistischer Gewaltherrschaft und Willkür zu gedenken, warf Jimmy Fell im Frühjahr 2011 einen noch kleinen Steinhaufen mit einer roten Fahne auf. Jeder Stein steht für einen getöteten oder umgekommenen Menschen. Nach wenigen Wochen verwüstet, wurde die Stelle inzwischen wieder hergerichtet.

## Skulpturen in Niederlauer
- Blaues Tor 1 – West-Tor: Vier Originalteile der Berliner Mauer, ausgerichtet auf die Sonne zur Sommersonnenwende, aufgestellt wie Stonehenge. Berlin war die letzte funktionierende Stadtmauer. Entfernt man jedes zweite Mauerelement, entsteht ein Steinkreis. Die Skulptur wurde schon 1986 konzipiert. Im Hintergrund die wahrscheinlich größte aus Eisen gefertigte Shiva-Skulptur Europas
- Blaues Tor 2 – „Bildstock“: Maria in blauem Tor (5 × 5 m). Symbol für das Universum und die Symbiose von Alt und Neu
- Fänger der Sonne: 8 m hohe Skulptur zur Entstehung des Fußballspiels (am Fußballplatz in Niederlauer)

## Lage
Der Park befindet sich auf der Schanz in der östlichen Rhön, bei Henneberg an der mittlerweile herabgestuften Bundesstraße 19 (heute L 3019 (Thüringen) sowie St 2445 (Bayern)) zwischen Eußenhausen und Henneberg.